# Plecia rectiora
Plecia rectiora är en tvåvingeart som beskrevs av Hardy 1942. Plecia rectiora ingår i släktet Plecia och familjen hårmyggor. Inga underarter finns listade i Catalogue of Life.